# سیارک ۱۳۸۴۳
سیارک ۱۳۸۴۳ (به انگلیسی: 13843 Cowenbrown، نامگذاری:1999XQ34) سیزده هزار و هشتصد و چهل و سومین سیارک کشف شده‌است که در ۶ دسامبر ۱۹۹۹ کشف شد.
قدر مطلق سیارک برابر ۱۲.۳ است.